# Esquipulas del Norte
Esquipulas del Norte («Esquipulas» en honor al Cristo Negro de Esquipulas y «del Norte» por su ubicación geográfica) es un municipio del departamento de Olancho en la República de Honduras.

## Toponimia
Su nombre fue puesto en honor al Patrono del pueblo el Señor de Esquipulas. Su nombre primitivo era Azacualpa, que significa en mexicano: “En la Pirámide”.

## Límites
| Orientación | Límite                         |
| ----------- | ------------------------------ |
| Norte       | Municipio de Olanchito, Yoro   |
| Sur         | Municipio de Jano, Olancho     |
| Este        | Municipio de Guata, Olancho    |
| Oeste       | Municipio de La Unión, Olancho |

## Historia
Era una Aldea de Azacualpa perteneciente al Municipio de Jano.
En 1896 (31 de enero), le dieron categoría de Municipio pero con el mismo nombre de la aldea, para después ser cambiado por el nombre actual no se sabe con qué fecha.

## División Política
Aldeas: 8 (2013)
Caseríos: 138 (2013)
| Código | Aldea                |
| ------ | -------------------- |
| 150701 | Esquipulas del Norte |
| 150702 | El Carrizal          |
| 150703 | El Encino            |
| 150704 | El Río               |
| 150705 | La Zuncuya           |
| 150706 | Los Encuentros       |
| 150707 | Miramar              |
| 150708 | Palmira              |